# Breaksea Point

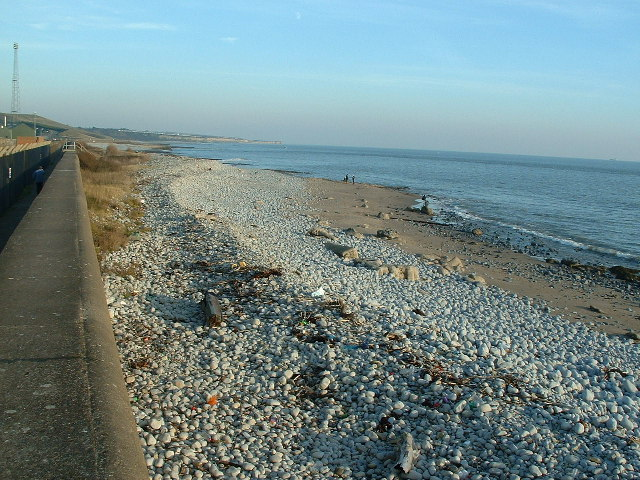
Visuale da Breaksea Point.

Breaksea Point è il punto più meridionale del Galles, escludendo le isole, al limite della Limpert Bay di Gileston. L'isola di Flat Holm, parte di Cardiff, si trova circa 1 km più a sud e rappresenta il punto geograficamente più meridionale del Galles.

## Posizione
Breaksea Point si trova nel Vale of Glamorgan e fa parte del Patrimonio della Costa del Galles del sud.